# Casa Agustí (Olot)
La Casa Agustí és una obra d'Olot (Garrotxa) protegida com a bé cultural d'interès local.

## Descripció
És un local molt decorat, se situa a la part del carrer Nou que es va configurar als segles XVII i XVIII i està constituït per les tres parts que organitzen el pany del mur: dues finestres i una porta. La porta està decorada amb bronze, al igual que la part inferior de les finestres, mentre que la part superior està decorada amb ferro forjat. Les lletres del nom de la botiga són molt decoratives i es troben incrustades a un fris de tall clàssic.

## Història
El modernisme és assumit amb intensitat i entusiasme la qual cosa provocà l'expansió d'aquest estil a tots els contextos possibles. La casa Agustí és un dels exemples del modernisme aplicat als comerços d'Olot així com ho és la desapareguda pastisseria dita Can Xaudiera, obra de l'any 1922, d'Esteve Masllorens.